# Municipio de Concord (condado de Butler)
El municipio de Concord (en inglés: Concord Township) es un municipio ubicado en el condado de Butler en el estado estadounidense de Pensilvania. En el año 2000 tenía una población de 1.493 habitantes y una densidad poblacional de 23.2 personas por km².

## Geografía
El municipio de Concord se encuentra ubicado en las coordenadas 40°59′42″N 79°49′59″O / 40.99500, -79.83306.

## Demografía
Según la Oficina del Censo en 2000 los ingresos medios por hogar en la localidad eran de $40,134 y los ingresos medios por familia eran $44,107. Los hombres tenían unos ingresos medios de $30,882 frente a los $23,250 para las mujeres. La renta per cápita para la localidad era de $18,762. Alrededor del 11,4% de la población estaban por debajo del umbral de pobreza.